# 玉山西峰
玉山西峰（ぎょくざんせいほう）は台湾にある山で、玉山の西方に位置し、南投県信義郷と嘉義県阿里山郷の境にあり標高3,518m。玉山群峰の一峰で、「西峰」とも呼ばれる。日本統治時代には西山、新高西山（にいたかせいざん）と呼ばれた。

## 概要
玉山西峰の頂上には山の神を祭ってある「西山神祠」があり、日本統治時代によって建設された、現状は今までと全く変わっていない。
台湾の登山家である邢天正は「天翠峰」と称した。